# Tanimaiaki Village (ort i Butaritari)
Tanimaiaki Village är en ort i Kiribati.   Den ligger i örådet Butaritari och ögruppen Gilbertöarna, i den norra delen av landet, 200 km norr om huvudstaden Tarawa. Tanimaiaki Village ligger 11 meter över havet och antalet invånare är 250.
Terrängen runt Tanimaiaki Village är mycket platt.  Närmaste större samhälle är Kuma Village, 12,1 km nordost om Tanimaiaki Village. 